# Ceraclea marginata
Ceraclea marginata är en nattsländeart som först beskrevs av Banks 1911.  Ceraclea marginata ingår i släktet Ceraclea och familjen långhornssländor. Inga underarter finns listade i Catalogue of Life.